# GameSpy
GameSpy, još poznat kao GameSpy Industries, je divizija IGN Entertainmenta, koji operira mrežu web stranica za igre i opkrbljuje online uslugama i sofverom koji ima veze s igrama. GameSpy datira natrag do 1996. izlaskom internetskim programom za pretraženje Quake servera po imenu QSpy.  Trenutačna tvrtka ima sjedište u Irvineu, Kaliforniji. Trenutačno je kontroliran od strane News Corporationa, s 92,3% dionica njezine holding tvrtke, IGN - koji je bio kupljen za 650 milijuna $ 8. rujna 2005.
GameSpy obuhvaća stvari za PlayStation 2, PlayStation 3, PSP, Xbox, Xbox 360, Nintendo GameCube, Wii, Game Boy Advance, Nintendo DS, N-Gage, Wireless, PC, i Retrogaming.

## Vanjske poveznice
- GameSpy
- GameSpy Arena
- GameSpy Comrade
- GameSpy3D programski tim
- GameSpy Network Listing